# I.L.Y.~Yokubou~
Singles de Olivia
re-ACT
(1999)
I.L.Y.~Yokubou~ est le 1ersingle de Olivia sorti sous le label Cutting Edge le 3 février 1999 au Japon. Il atteint la 32e place du classement de l'Oricon, et reste classé pendant 4 semaines, pour un total de 24 880 exemplaires vendus. C'est le 3e single le plus vendu de Olivia.
I.L.Y.~Yokubou~ a été utilisé comme campagne publicitaire pour G Paradise de Morinaga & Company. Hanabira a été utilisé comme thème de fermeture pour l'émission G Paradise. I.L.Y.~Yokubou~ se trouve sur l'album Synchronicity.

## Liste des titres
Toutes les paroles sont écrites par T2ya.
| 1. | I.L.Y. ~Yokubou~ (欲望)                | T2ya | 4:52 |
| 2. | Hanabira (花弁)                        | T2ya | 4:31 |
| 3. | I.L.Y. ~Yokubou~ (instrumental) (欲望) | T2ya | 4:51 |
| 4. | Hanabira (instrumental) (花弁)         | T2ya | 4:29 |